# Episinus immundus
Episinus immundus är en spindelart som först beskrevs av Eugen von Keyserling 1884.  Episinus immundus ingår i släktet Episinus, och familjen klotspindlar. Inga underarter finns listade i Catalogue of Life.